# Englische Badmintonmeisterschaft 1984
Die Englische Badmintonmeisterschaft 1984 fand bereits vom 9. bis zum 11. Dezember 1983 im Coventry S.C. in Coventry statt. Es war die 21. Austragung der nationalen Titelkämpfe von England im Badminton.	

## Titelträger
| Disziplin    | Gold                           | Silber                       |
| ------------ | ------------------------------ | ---------------------------- |
| Herreneinzel | Andy Goode                     | Steve Butler                 |
| Dameneinzel  | Fiona Elliott                  | Gillian Gowers               |
| Herrendoppel | Martin Dew Mike Tredgett       | Duncan Bridge Nigel Tier     |
| Damendoppel  | Gillian Gilks Paula Kilvington | Karen Chapman Barbara Sutton |
| Mixed        | Martin Dew Gillian Gilks       | Mike Tredgett Karen Chapman  |

## Finalresultate
| Disziplin    | Sieger                         | Finalist                     | Ergebnis           |
| ------------ | ------------------------------ | ---------------------------- | ------------------ |
| Herreneinzel | Andy Goode                     | Steve Butler                 | 9–15, 15–10, 15–10 |
| Dameneinzel  | Fiona Elliott                  | Gillian Gowers               | 12–9, 11–0         |
| Herrendoppel | Martin Dew Mike Tredgett       | Duncan Bridge Nigel Tier     | 18–14, 15–18       |
| Damendoppel  | Gillian Gilks Paula Kilvington | Karen Chapman Barbara Sutton | 15–11, 15–10       |
| Mixed        | Martin Dew Gillian Gilks       | Mike Tredgett Karen Chapman  | 15–1, 15–11        |